# Velitel
Velitel je odpovědný voják nebo civilní osoba velící vojenské jednotce, zařízení či prostředku. Velitelem je také vedoucí funkce v jiných ozbrojených sborech a složkách nebo paramilatantních jednotkách například u policie nebo u hasičů.
Velitel vydává rozkazy (velí).